# Miracle au village
Pour plus de détails, voir Fiche technique et Distribution.
Miracle au village (The Miracle of Morgan's Creek) est un film américain réalisé par Preston Sturges, sorti en 1944.
Le film suit Trudy, jeune femme d'une petite ville, qui se réveille après une fête donnée en l'honneur du départ des soldats pour le front. Elle apprend qu'elle s'est marié avec un soldat mais elle ne sait plus lequel alors qu'elle tombe enceinte.

## Synopsis
Pour éviter les ragots et cancans de la petite ville de Morgan's creek, Trudy se résigne à accepter d'épouser Norval, un pauvre type amoureux d'elle mais lâche, bégayant et handicapé. En effet, la moindre émotion lui donne des vertiges et lui brouille la vision. Il a donc été réformé et ne peut participer à l'effort de guerre. À son grand désarroi.
Le pauvre bougre donc par amour pour sa dulcinée va accepter - entre autres - les moqueries et la prison. Trudy ne l'aime pas vraiment mais finalement ce qui n'était qu'un stratagème finira dans l'amour mutuel.

## Fiche technique
- Titre : Miracle au village
- Titre original : The Miracle of Morgan's Creek
- Réalisation : Preston Sturges
- Scénario : Preston Sturges
- Production : Buddy G. DeSylva et Preston Sturges
- Société de production : Paramount Pictures
- Photographie : John F. Seitz
- Montage : Stuart Gilmore
- Pays d'origine : États-Unis
- Format : Noir et blanc - 1,33:1 - Mono
- Genre : Comédie
- Date de sortie : 1944

## Distribution
- Eddie Bracken : Norval Jones
- Betty Hutton : Trudy Kockenlocker
- Diana Lynn : Emmy Kockenlocker
- William Demarest : Policier Edmund Kockenlocker
- Porter Hall : Juge de paix
- Brian Donlevy : Gouverneur McGinty
- Akim Tamiroff : Le patron

Et, parmi les acteurs non crédités :
- Nora Cecil : L'infirmière en chef
- Jimmy Conlin : Le maire
- Esther Howard : Sally
- J. Farrell MacDonald : Le shérif
- Almira Sessions : la femme du juge
- Bobby Watson : Adolf Hitler